# Xavier Schlögl
Xavier Schlögl (auch Xavier Schloegl, * 14. Juli 1854 in Brillonville (Famenne); † 23. März 1889 in Ciney) war ein belgischer Komponist.

## Leben und Werk
Xavier Schlögl war Schüler des belgischen Pianisten und Komponisten Félix-Étienne Ledent am Konservatorium von Lüttich.
Er erlangte trotz seiner nur kurzen Lebensspanne durch seine Kompositionen große Aufmerksamkeit. Beachtenswert sind seine Orchesterstücke, seine Kammermusik, mehrere Messen und eine hoch interessante Sammlung bretonischer Lieder.